# Lavausseau
Lavausseau est une ancienne commune du Centre-Ouest de la France, située dans le département de la Vienne en région Nouvelle-Aquitaine. Ses habitants étaient appelés Lavausséens.
Le 1er janvier 2019, elle devient un village de Boivre-la-Vallée , et le centre de la commune de Boivre-la-vallée.

## Géographie

### Géologie et relief
La région de Lavausseau présente un paysage de plaines vallonnées plus ou moins boisées, de vallées et de bocage. Le terroir se compose :
- de bornais (ce sont des sols brun clair sur limons, profonds et humides, à tendance siliceuse) pour 65 % et d'argile à silex peu profonde pour 31 % sur les plateaux du seuil du Poitou,
- de calcaire pour 4 % dans les vallées et les terrasses alluviales;

### Hydrographie
La commune est traversée par 8 km de cours d'eau dont le principal est la Boivre  sur une longueur de 7 km.

### Climat
Le  climat est océanique avec des étés tempérés.
Selon Météo-France, la commune a connu 1 843 heures d'ensoleillement en 2013, contre une moyenne nationale des villes de 1 819 heures de soleil. Lavausseau a bénéficié de l'équivalent de 77 jours de soleil en 2013.
La commune a connu 864 millimètres de pluie en 2013, contre une moyenne nationale des villes de 895 millimètres de précipitations. Au cours de cette année, les précipitations maximales pour un jour ont été de 106 mm et minimales de 25 mm.
En 2013, la température la plus haute s'élève à 35,3 °C et la plus froide -5,4 °C .
En 2013, la vitesse maximale atteinte par le vent a été de 130 km/h.

## Toponymie
Le nom du bourg proviendrait de la forme latine Vaucellam, mentionnée à partir du XIIe siècle et qui désigne une petite chapelle dans la vallée.

## Histoire
En 1848, avec la Révolution française et le retour de la République, un arbre de la liberté est planté, un acacia qui survit jusqu’en 1933. Le 11 novembre 1944, pour fêter la Libération et le retour de la République, un arbre de la liberté est planté (un autre acacia).
Un arrêté préfectoral portant création de la commune nouvelle de Boivre-la-Vallée est publié le 21 septembre 2018 et a pris acte le 1er janvier 2019. Cette commune est le résultat de la fusion entre Lavausseau et Benassay, La Chapelle-Montreuil et Montreuil-Bonnin.

### Les Hospitaliers
La commanderie de Lavausseau, des Hospitaliers de l'ordre de Saint-Jean de Jérusalem était entourée d'une fortification ; les pierres ont été réutilisées, il ne reste plus rien des fortifications.
Elle est inscrite comme Monument Historique depuis 1928 pour sa cheminée et depuis 1969 pour sa façade et ses toitures.
30/07/2021, il est découvert une croix de Malte gravée sur une pierre du bâtiment situé à droite au bout de l'impasse de la Vieille Chapelle. 
Plus d'informations sur la commanderie : http://www.templiers.net/hospitaliers-saint-jean/commanderies/index.php?page=Lavausseau

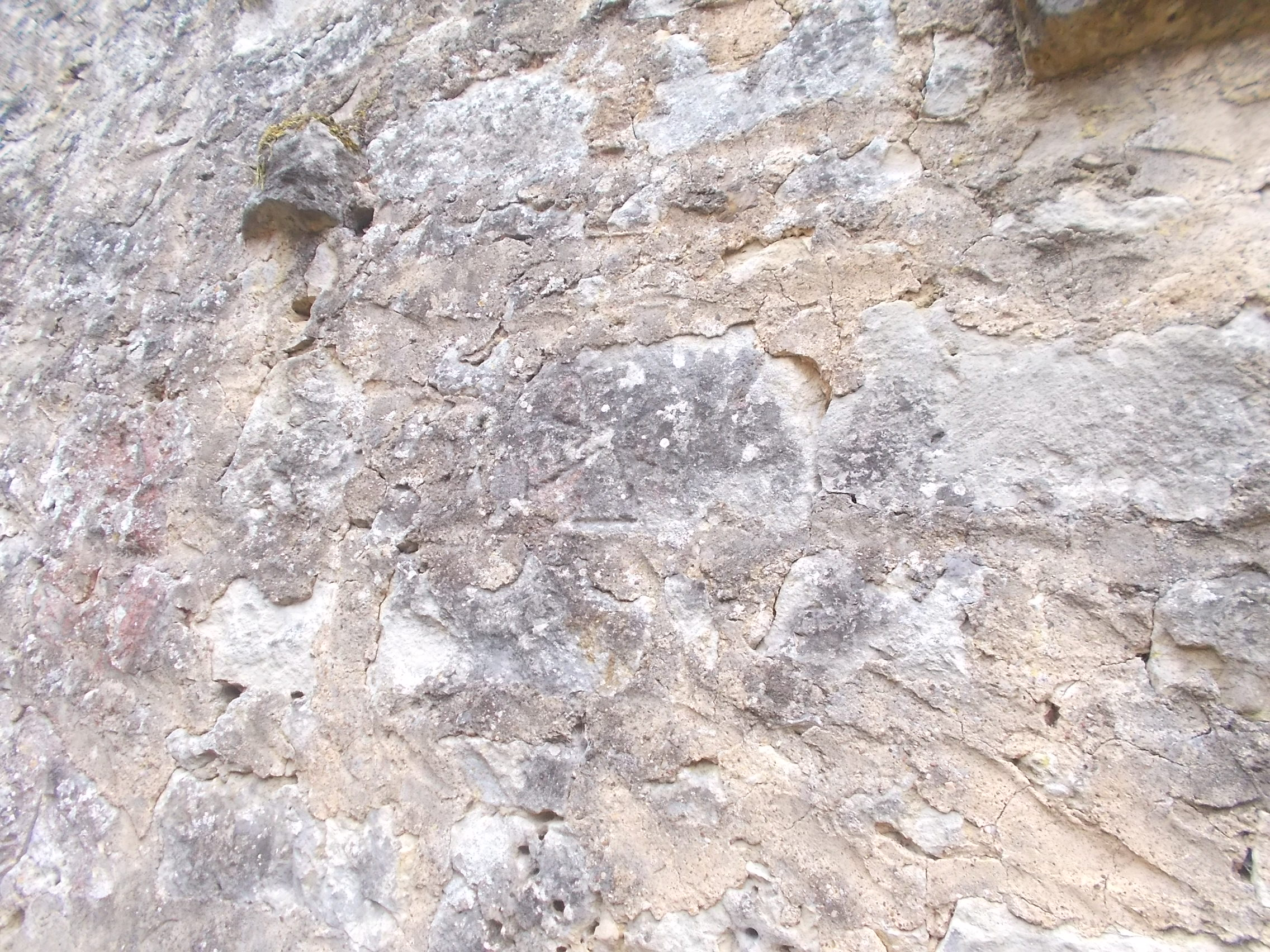
Croix de Malte gravée découverte à Lavausseau

## Politique et administration

### Liste des maires
| Période   | Période   | Identité         | Étiquette | Qualité |
| --------- | --------- | ---------------- | --------- | ------- |
| mars 2001 | mars 2008 | Raymond Guichard |           |         |
| mars 2008 | 2020      | Claudine Auliard |           |         |
|           | En cours  |                  |           |         |

### Instances judiciaires et administratives
La commune relève du tribunal d'instance de Poitiers, du tribunal de grande instance de Poitiers, de la cour d'appel  de Poitiers, du tribunal pour enfants de Poitiers, du conseil de prud'hommes de Poitiers, du tribunal de commerce de Poitiers, du tribunal administratif de Poitiers et de la cour administrative d'appel  de  Bordeaux,  du tribunal des pensions de Poitiers, du tribunal des affaires de la Sécurité sociale de la Vienne, de la cour d’assises de la Vienne.

### Services publics
Les réformes successives de la Poste ont conduit à la fermeture de nombreux bureaux de poste ou à leur transformation en simple relais. Toutefois, la commune a pu maintenir le sien.

## Population et société

### Démographie
L'évolution du nombre d'habitants est connue à travers les recensements de la population effectués dans la commune depuis 1872. Pour les communes de moins de 10 000 habitants, une enquête de recensement portant sur toute la population est réalisée tous les cinq ans, les populations de référence des années intermédiaires étant quant à elles estimées par interpolation ou extrapolation. Pour la commune, le premier recensement exhaustif entrant dans le cadre du nouveau dispositif a été réalisé en 2008.

En 2016, la commune comptait 798 habitants, en stagnation par rapport à 2010 (Vienne : +0,6 %, France hors Mayotte : +2,11 %).
| 1872 | 1876 | 1881 | 1886 | 1891 | 1896 | 1901 | 1906 | 1911 |
| ---- | ---- | ---- | ---- | ---- | ---- | ---- | ---- | ---- |
| 853  | 866  | 935  | 870  | 874  | 847  | 792  | 810  | 779  |

| 1921 | 1926 | 1931 | 1936 | 1946 | 1954 | 1962 | 1968 | 1975 |
| ---- | ---- | ---- | ---- | ---- | ---- | ---- | ---- | ---- |
| 707  | 710  | 753  | 744  | 703  | 689  | 599  | 620  | 600  |

| 1982 | 1990 | 1999 | 2006 | 2008 | 2013 | 2016 | - | - |
| ---- | ---- | ---- | ---- | ---- | ---- | ---- | - | - |
| 665  | 715  | 702  | 764  | 783  | 809  | 798  | - | - |

En 2008, selon l’Insee, la densité de population de la commune était de 32 hab./km2 contre 61 hab./km2 pour le département, 68 hab./km2 pour la région Poitou-Charentes et 115 hab./km2 pour la France.
Les dernières statistiques démographiques pour la commune ont été fixées en 2009 et publiées en 2012. Il ressort que la mairie administre une population totale de 812 personnes. À cela il faut soustraire les résidences secondaires soit 12 personnes, pour constater que la population permanente sur le territoire de la commune est de 800 habitants.

### Enseignement
La commune abrite une crèche. Créée en 1990, la structure multi-accueil La Bibera est gérée par l'association « La Bibera- Petite Vallée », à gestion associative à identité parentale, c'est-à-dire que les parents en assurent la gestion. Cet établissement accueille des enfants de 10 semaines à 6 ans.
La commune aussi une école. La commune de Lavausseau est située dans l'académie de Poitiers.
Les collèges les plus proches :
- Collège Arthur-Rimbaud à Latillé à 6,4 km ;
- Collège privé Notre-Dame-de-la-Chaume à Vouillé à 11,8 km ;
- Collège Maurice-Fombeure à Ménigoute à 12,5 km ;
- Collège Jean-Monnet à Lusignan à 13,3 km ;
- Collège Jean-Rostand à Neuville-de-Poitou à 18,5 km ;
- Collège François-Rabelais à Poitiers à 18,8 km.

Les lycées les plus proches :
- Lycée agricole Xavier-Bernard - Venours à Rouillé à 17,3 km ;
- Lycée du Bois-d'Amour situé à Poitiers à 18,1 km ;
- Lycée professionnel - ensemble scolaire Isaac-de-l’Étoile situé à Poitiers à 19,8 km ;
- Lycée Louis-Armand situé à Poitiers à 20 km ;
- Lycée professionnel Auguste-Perret, métiers du bâtiment et des arts associés situé à Poitiers à 20 km ;
- Lycée professionnel Louis-Armand situé à Poitiers à 20 km.

## Économie

### Agriculture
Selon la direction Régionale de l'Alimentation, de l'Agriculture et de la Forêt de Poitou-Charentes, il n'y a plus que 30 exploitations agricoles en 2010 contre 34 en 2000. 
Les surfaces agricoles utilisées ont augmenté de 17 % et sont passées de 1 859 hectares en 2000 à 2 188 hectares en 2010. Ces chiffres indiquent une concentration des terres sur un nombre plus faible d’exploitations. Cette tendance est conforme à l’évolution  constatée sur tout le département de la Vienne puisque de 2000 à 2007, chaque exploitation a gagné en moyenne 20 hectares.
45 % des surfaces agricoles sont destinées à la culture des céréales (blé tendre essentiellement mais aussi orge et maïs), 33 % pour les oléagineux (92 % pour la culture du colza et le reste pour le tournesol) , 16 % pour le fourrage et 1 % reste en herbes. En 2000, 2 hectares (0 en 2010) sont consacrés à la vigne.
7 exploitations en 2010 (contre 13 en 2000) abritent un élevage de bovins (852 têtes en 2010 contre 872 têtes en 2000). 5 exploitations en 2010 (contre 11 en 2000) abritent un élevage d'ovins (573 têtes en 2010 contre 1 056 têtes en 2000). Cette évolution est conforme à la tendance globale du département de la Vienne. En effet, le troupeau d’ovins, exclusivement destiné à la production de viande, a diminué de 43,7 % de 1990 à 2007 L'élevage de chèvres est important : en 2010 1 894 têtes sur 3 fermes  à comparer au 1 861 têtes sur 4 fermes en 2000. C’est un des troupeaux importants de caprins du département de la Vienne (74 500 têtes en 2011) qui est le deuxième département pour l’élevage des chèvres derrière le département des Deux-Sèvres

### Artisanat
La tannerie-pelleterie : « La Tannerie de la Boivre », est fermée depuis 2015. L'association "Cité des tanneurs" a pris le relais. La Cité permet de mettre en valeur les savoir-faire des tanneurs qui ont perpétués une activité présente dès le Moyen-Âge. Dans le prolongement, une exposition retrace l’histoire des tanneries à Lavausseau, évoque les différents usages du cuir, conte des histoires de peaux, de cuir...
L'activité du travail du cuir est très ancienne à Lavausseau. Le développement des tanneries est probablement lié à l'implantation de l'ordre des hospitaliers de Saint-Jean de Jérusalem dès le XIIe siècle. Cependant, le document le plus ancien faisant référence à l'activité artisanale du tannage à Lavausseau, date de 1577, un procès-verbal concernant un tanneur lavaucéen nommé Mathurin Ruffin.
En 1811, il restait onze tanneries réparties en petites unités le long de la rivière la Boivre. À la fin du XIXe siècle, elles sont fédérées en une seule entité sous la houlette d'un maître tanneur, Charles Guionnet, qui fonde un établissement sur le site du moulin à Barreau où se trouve l'actuelle cité des Tanneurs.
En 1929, Théodore Carbonnier rachète la tannerie, il adopte le processus de tannage minéral et se spécialise dans la production de semelles de chaussures. Cette production disparaît dans les années 1950 avec l'apparition de produits synthétiques.
Ses enfants, Émile et Yves, qui ont formé le dernier tanneur Ludovic Guignard, vont perpétuer la tradition familiale en orientant la production dans le traitement des peaux de décoration.

### Activité
Le taux de chômage en 2010 est de 6,9 %.

## Culture locale et patrimoine

### Lieux et monuments
- Vestiges de maisons à fenêtres à meneaux.
- Ancienne cité de tanneurs, écu spécifique visible sur certaines clefs d'arches.
- Église Saint-Rémi de Lavausseau.

## Héraldique
| Blason à dessiner | Blason  | D'argent aux outils de tanneurs, une drayoire d'azur posée en fasce en chef, soutenue à dextre d'un moule à motte de tan de gueules et à senestre d'une marguerite d'azur. |
| Blason à dessiner | Détails | Le statut officiel du blason reste à déterminer. |